# Meni...
Meni... (fl. XVIII-XVII secolo a.C.) è stato un sovrano egizio, inserito nella XIV dinastia, di cui si conosce solo tale parte del suo nome.

## Biografia
Questo sovrano, come molti altri della stessa dinastia, è conosciuto solamente attraverso il Canone Reale.

## Liste Reali
| mn · n | i | HASH |

| mn · n | i | HASH |

| mn · n | i | HASH |

| mn · n | i | HASH |

| mn · n | i | HASH |

| mn · n | i | HASH |

| mn · n | i | HASH |

| mn · n | i | HASH |

## Cronologia
| Periodo                    | Dinastia | periodo di regno                            |
| Secondo periodo intermedio | XIV      | tra il 1720 a.C. e il 1630 a.C. (± 50 anni) |

| predecessore: Shemsu | Signore del Basso e dell'Alto Egitto | successore : Werka... |

| Dinastie contemporanee | Capitale |
| XIII                   | Ity Tawy |